# Теуць (Клуж)
Теуць, Теуці (рум. Tăuți) — село у повіті Клуж в Румунії. Входить до складу комуни Флорешть.
Село розташоване на відстані 323 км на північний захід від Бухареста, 10 км на південний захід від Клуж-Напоки.

## Населення
За даними перепису населення 2002 року у селі проживали 214 осіб, з них 212 осіб (99,1%) румунів. Рідною мовою 212 осіб (99,1%) назвали румунську.